# Dolors Martí Domènech
Dolors Martí Domènech (Tivisa, 1901-Burdeos, 1970) fue política española, la única mujer que hizo carrera pública y ocupó un puesto de responsabilidad política en el gobierno republicano catalán de Tarragona (España) en la década de 1930. Murió exiliada en Francia en 1970.

## Biografía
Dolors Martí Domènech nació en Tivisa, en la provincia de Tarragona, en 1901. Era hija de Juliana Domènech Tost y Jaume Martí Jardí, agricultor. Era la menor de diez hermanos, seis de los cuales murieron de difteria en la infancia.
Su padre era miembro del Comité Republicano de Tivissa, dirigido por el político tortosino, Marcelino Domingo. El padre de Dolors ejerció una gran influencia sobre ella, y a los trece años ya le acompañaba a las reuniones políticas. Demostró un talento precoz para escribir poesía, tanto en catalán como en castellano, así como discursos y proclamas políticas.
A los veinte años, poco después de la muerte de su padre, empezó a trabajar en una fábrica de persianas cerca de Tivisa, y más tarde se trasladó a Barcelona. Se casó con el maestro Adrià Broseta Merecenciano, de Valencia, y se trasladaron por motivos de trabajo de él, viviendo en Cornellá de Llobregat, Vilaseca, Salomó, Renau y Tarragona. El matrimonio tuvo dos hijos, Ferran y Maria Lluïsa Broseta Martí.

### La Segunda República Española
La proclamación de la Segunda República española tuvo lugar mientras la familia Broseta Martí vivía en Reus. Poco después se trasladaron a Vilaseca, donde Dolors Martí Domènech se afilió al Partido Socialista Obrero Español, participando con éxito como oradora en las elecciones generales de 1933.
Cuando su marido fue trasladado a Salomó, Dolors Martí Domènech creó la Agrupación Femenina del Partido Socialista Obrero Español (PSOE) y desarrolló una importante actividad sindical dentro de la Unión General de Trabajadores (UGT), lo que provocó conflictos y enfrentamientos con la población local.
Poco después de los sucesos del 6 de octubre de 1934, su marido fue trasladado a Renau, Tarragona, un pueblo de 82 habitantes, y aconsejó a Martí Domènech que se mantuviera alejada de los conflictos políticos y que, en su lugar, fuera a Barcelona a formarse como comadrona.
Martí Domènech inició los cursos preparatorios para esta formación, pero no continuó con ella porque quería cumplir con sus responsabilidades como madre y esposa junto con sus intereses políticos. Las elecciones parlamentarias del 16 de febrero de 1936 dieron la victoria a los partidos de izquierda y al Frente Popular Español, lo que la llevó a redoblar sus pasiones políticas.

### La guerra civil española
A mediados de julio de 1936, con el estallido la guerra civil española, Martí Domènech se reunió con su marido. En Renau, intervino cuando una milicia republicana llegó para limpiar el pueblo de presuntos partidarios de la facción nacionalista. Gracias a su intervención, nadie resultó muerto y la iglesia no fue incendiada, como sí ocurrió en otros lugares. El 15 de agosto de 1936, su marido decidió llevarse a su familia a Liria, en la provincia de Valencia, pero a finales de septiembre, Martí Domènech regresó a Tarragona con sus hijos, ya que quería ser algo más que una espectadora de los acontecimientos políticos. Contactó con David Valle Peña y Josep Catalán, dirigentes del Partido Socialista Unificado de Cataluña (PSUC) y de la Unión General de Trabajadores (UGT), que la reclutaron como oradora en las campañas por la República. Su marido regresó pronto a dar clases en Tarragona.
Durante las protestas de las Jornadas de Mayo de 1937, Martí Domènech fue secretaria del Partido Socialista Unificado de Cataluña (PSUC). Protestó contra los enfrentamientos ocurridos en La Rambla de Barcelona (entre anarquistas y marxistas, por un lado, y el Gobierno de la República, la Generalidad de Cataluña y algunos grupos políticos (en particular, socialistas y comunistas), por otro lado) y ayudó a atender a los heridos en la sede de la Unión General de Trabajadores.
El 4 de noviembre de 1937, Dolors Martí Domènech fue nombrada Delegada del Gobierno en el Departamento de Economía de la Región III de Tarragona, que abarcaba las comarcas del Alto Campo, Alto Panadés, Bajo Panadés, Garraf y Tarragonés, con una población cercana a los 175.000 habitantes. Durante los meses que ocupó este cargo, tuvo que hacer frente a importantes problemas derivados de los bombardeos de pueblos y ciudades, habituales durante la guerra civil española. Afrontó problemas de abastecimiento provocados por la escasez de materias primas y la destrucción de fábricas a causa de los bombardeos. Parte de su trabajo consistió en ayudar a organizar las cadenas de suministro dentro de la colectivización llevada a cabo por los republicanos en los primeros meses de la Guerra Civil.

### Exilio
Dos días antes de la ocupación de Tarragona por el ejército del partido nacionalista franquista, la familia Broseta-Martí se exilió. Nada más llegar a Francia, su marido fue conducido a Argelès-sur-Mer y luego al campo de concentración de Bram, y Dolors Martí Domènech y sus hijos fueron trasladados a Méry-sur-Seine. No volverían a verse hasta un año después.
Una vez reunidos, la familia consiguió llegar a Burdeos, con el objetivo de embarcar hacia México, pero el barco previsto nunca llegó. Se quedaron en Burdeos, donde su marido encontró trabajo en la base de submarinos de Mérignac.
Durante la ocupación alemana de Francia, Dolors Martí Domènech consiguió mantener el contacto con sus camaradas del Partido Socialista Unificado de Cataluña. La policía francesa la detuvo por acoger a un comunista que se había escapado de una comisaría.
Tras el final de la Segunda Guerra Mundial, esperaba volver a Cataluña para desempeñar un papel político en su país natal, creyendo erróneamente que el régimen de Franco no contaría con el apoyo de los Aliados de la Segunda Guerra Mundial. Sin embargo, su apoyo al político comunista, periodista y escritor español Joan Comorera, le valió acusaciones de desviacionismo. Fue inhabilitada para ocupar cargos en el partido y finalmente expulsada del Partido Socialista Unificado de Cataluña el 27 de octubre de 1946.
Sólo regresó a España una vez, en 1968, en un viaje a Reus para despedirse de su hermana moribunda. Dolors Martí Domènech vivió en Burdeos hasta su muerte en 1970, a la edad de 69 años.

## Reconocimientos
La Ley de Memoria Histórica de 2007 otorgó finalmente el reconocimiento de oficio a las víctimas de la dictadura franquista española. Años más tarde, el Ayuntamiento de Tarragona, decidió dar el nombre de Dolors Martí Domènech a una de las calles de la ciudad y considerar en el futuro los nombres de otras mujeres emblemáticas.